# Mateo Nicoláu
Mateo Nicoláu Garí (General Pico, 18 agosto 1920 – 29 ottobre 2005) è stato un calciatore argentino, di ruolo attaccante.

## Carriera
Con la maglia del Barcellona vinse il campionato spagnolo nel 1949 e nel 1952 e nelle stesse annate conquistò anche la Coppa Latina,  massima competizione europea per squadre di club dell'epoca.

## Palmarès

### Club

#### Competizioni nazionali
- Campionato messicano: 1

Atlante: 1946-1947
- Campionato spagnolo: 2

Barcellona: 1948-1949, 1951-1952
- Coppa di Spagna: 2

Barcellona: 1951, 1952
- Coppa Eva Duarte: 2

Barcellona: 1948, 1952

#### Competizioni internazionali
- Coppa Latina: 2

Barcellona: 1949, 1952